# Kulula.com
A Kulula.com (IATA-kódja MN, ICAO-kódja CAW és hívójele COMAIR) 2001-ben alapított johannesburgi székhelyű diszkont légitársaság a Dél-afrikai Köztársaságban. Az ország minden jelentős városába üzemeltet menetrend szerinti járatokat, ám úticéljai vannak Namíbiában, Mauritiuson, Zambiában és Zimbabwében is. Bázisrepülőtere a O. R. Tambo nemzetközi repülőtér Johannesburgban. Központjai vannak még a Georgei repülőtéren, a Lanseriai repülőtéren, a Fokvárosi nemzetközi repülőtéren és az East London-i repülőtéren.
A kulula szó jelentése zulu nyelven ez fény vagy ez egyszerű.

## Flotta

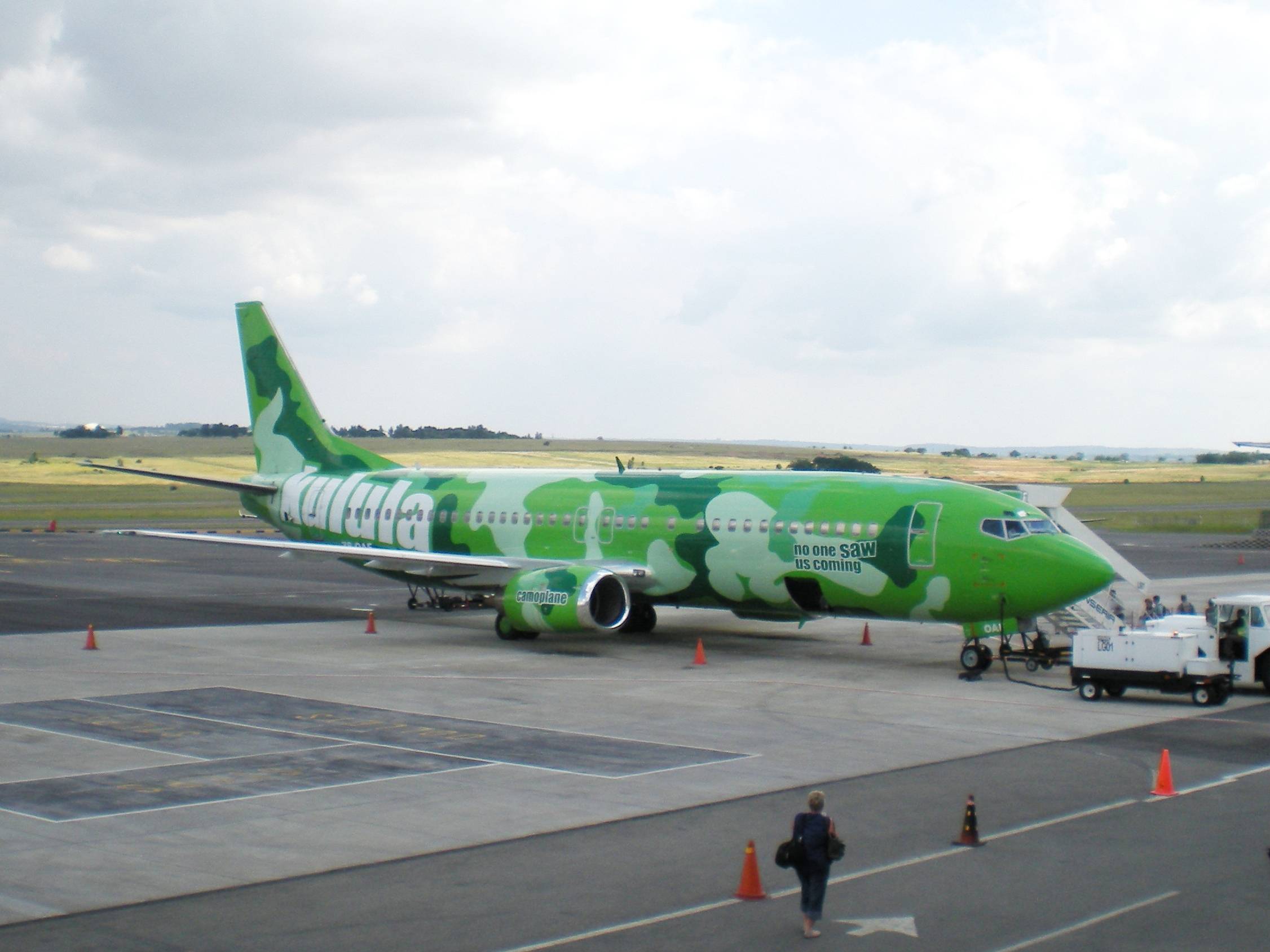
Kulula.com (ZS-OAF)

A Kulula.com flottája 2019 márciusában a következő repülőgépekből állt:
| Repülőgép típusa | Mennyiség |
| ---------------- | --------- |
| Boeing 737-800   | 9 darab   |
| Boeing 737-400   | 1 darab   |